# ルネス
ルネスはかつて山梨県韮崎市に存在した峡北商業開発が運営していたショッピングセンターである。

## 概要
韮崎駅前に地上3階・地下1階のショッピングセンターとして1984年（昭和59年）10月3日に開業。イトーヨーカドー（売場面積約5,852m2）を核店舗とする45のテナントが入居していた。
開業当時は甲府市中心部に百貨店があるのみで、郊外は未開発だったこと、また駅前の一等地であったため賑わいを見せ、1992年（平成4年）には最高の売上げを記録した。
核店舗のイトーヨーカドー韮崎店は、開店当初から1992年度（平成4年）までは売上高約55億円から56億円を上げていた。
しかし、その後はバブル景気の崩壊による不況に加えて、1998年（平成10年）10月2日に中巨摩郡田富町へユニーが「アピタ田富店」を開業し、核店舗のイトーヨーカドー自身も2000年（平成12年）2月2日に中巨摩郡昭和町へ大型ショッピングセンターの甲府昭和店を開業するなど郊外型大型店の進出などで競争が激化して売上が低迷したため、イトーヨーカドー韮崎店は2004年（平成16年）8月に閉店となった。
イトーヨーカドーに代わる核店舗として、2004年（平成16年）9月にオギノ韮崎ルネス店が出店したが、売り上げが伸び悩んだため、2007年（平成19年）8月26日に閉店となった。
オギノの閉店後も営業を続けたが、韮崎市若宮2丁目のJR韮崎駅北側（ルネスの隣接地）に「ライフガーデンにらさき」、甲斐市志田の国道20号沿に「ラザウォーク甲斐双葉」という2つの大型ショッピングセンターが共に2009年（平成21年）4月に開業することもあり、その直前の同年3月末に閉店となった。
土地と建物は韮崎市に売却され、2010年（平成22年）10月から改修工事を行って図書館・市民プラザ・子育て支援センターなど多様な機能を集約化した2011年（平成23年）9月に韮崎市民交流センター「ニコリ」が開館した。

## 入居していた店舗
- イトーヨーカドー韮崎店（1984年（昭和59年）10月3日[2] - 2004年（平成16年）8月29日[6]）
- オギノ韮崎ルネス店（2004年（平成16年）9月 - 2007年（平成19年）8月26日）[1]